# Farkasházy László
Farkasházy László (1968. január 27. –) válogatott labdarúgó, csatár.

## Pályafutása

### A válogatottban
1995 és 1997 között hét alkalommal szerepelt a válogatottban.

## Sikerei, díjai
- Magyar bajnokság
  - bajnok: 1996–97
  - 2.: 1993–94, 1999–00
- Magyar kupa
  - győztes: 1997, 1998
  - döntős: 1994, 2000

## Statisztika

### Mérkőzései a válogatottban
| Magyarország | Magyarország         | Magyarország                | Magyarország  | Magyarország | Magyarország | Magyarország | Magyarország | Magyarország |
| #            | Dátum                | Helyszín                    | Hazai         | Eredmény     | Vendég       | Kiírás       | Gólok        | Esemény      |
| ------------ | -------------------- | --------------------------- | ------------- | ------------ | ------------ | ------------ | ------------ | ------------ |
| 1.           | 1995. augusztus 16.  | Siófok                      | Magyarország  | 0 – 2        | Izrael       | barátságos   | -            | 55'          |
| 2.           | 1995. szeptember 6.  | Isztambul                   | Törökország   | 2 – 0        | Magyarország | Eb-selejtező | -            |              |
| 3.           | 1995. november 11.   | Budapest, Fáy utcai Stadion | Magyarország  | 1 – 0        | Izland       | Eb-selejtező | -            | 75'          |
| 4.           | 1997. június 8.      | Budapest, Népstadion        | Magyarország  | 1 – 1        | Norvégia     | vb-selejtező | -            |              |
| 5.           | 1997. augusztus 6.   | Siófok                      | Magyarország  | 3 – 0        | Málta        | barátságos   | -            | 78'          |
| 6.           | 1997. szeptember 6.  | Varsó                       | Lengyelország | 1 – 0        | Magyarország | barátságos   | -            | 65'          |
| 7.           | 1997. szeptember 10. | Budapest, Üllői úti Stadion | Magyarország  | 3 – 1        | Azerbajdzsán | vb-selejtező | -            | 83'          |
|              | Összesen             |                             |               | 7            | mérkőzés     |              | 0            | gól          |